# Paweł von Worczyn
Paweł von Worczyn (polnisch Paweł z Worczyna; * um 1383; † um 1430 in Krakau) war ein polnischer Theologe und Schriftsteller.

## Leben
Paweł von Worczyn war wahrscheinlich deutscher Abstammung. Im Jahr 1403 erhielt er das Baccalaureat an der Universität in Prag. 1409 wurde er zum Magister der Freien Künste an der Universität Leipzig, wo er bis 1412 lehrte. Um 1413 ging er zum Studium der Theologie nach Krakau, wo er ab 1416 Freie Künste lehrte. 1422 erlangte er das Lizenziat und 1426 den Doktortitel in Theologie. Ab 1427 war er zudem Diakon der Floriansbasilika in Krakau. Paweł von Worczyn schrieb zahlreiche philosophische Traktate auf Latein, unter anderem Kommentare zu Aristoteles.